# Basketball-Bundesliga 2005-2006
La Basketball-Bundesliga 2005-2006 è stata la 40ª edizione del massimo campionato tedesco di pallacanestro maschile. La vittoria finale è stata ad appannaggio del Cologne 99ers.

## Stagione regolare
|     | Squadra                     | G  | V  | P  | PF    | PS    | Pt. | Qualificazione                         |
| --- | --------------------------- | -- | -- | -- | ----- | ----- | --- | -------------------------------------- |
| 1.  | Alba Berlin                 | 30 | 26 | 4  | 2.722 | 2.353 | 52  | playoffs                               |
| 2.  | GHP Bamberg                 | 30 | 24 | 6  | 2.340 | 2.069 | 48  | playoffs                               |
| 3.  | Cologne 99ers               | 30 | 21 | 9  | 2.333 | 2.176 | 42  | playoffs                               |
| 4.  | Eisbären Bremerhaven        | 30 | 19 | 11 | 2.323 | 2.287 | 38  | playoffs                               |
| 5.  | Artland Dragons Quakenbrück | 30 | 17 | 13 | 2.423 | 2.332 | 34  | playoffs                               |
| 6.  | EnBW Ludwigsburg            | 30 | 16 | 14 | 2.361 | 2.423 | 32  | playoffs                               |
| 7.  | Telekom Baskets Bonn        | 30 | 16 | 14 | 2.430 | 2.409 | 32  | playoffs                               |
| 8.  | EWE Baskets Oldenburg       | 30 | 15 | 15 | 2.490 | 2.474 | 30  | playoffs                               |
| 9.  | TBB Trier                   | 30 | 15 | 15 | 2.472 | 2.453 | 30  |                                        |
| 10. | Bayer Giants Leverkusen     | 30 | 13 | 17 | 2.507 | 2.537 | 26  |                                        |
| 11. | Gießen 46ers                | 30 | 11 | 19 | 2.378 | 2.531 | 22  |                                        |
| 12. | Walter Tigers Tübingen      | 30 | 11 | 19 | 2.282 | 2.404 | 22  |                                        |
| 13. | BG Karlsruhe                | 30 | 10 | 20 | 2.324 | 2.432 | 20  |                                        |
| 14. | Skyliners Frankfurt         | 30 | 10 | 20 | 2.208 | 2.294 | 20  |                                        |
| 15. | Sellbytel Baskets Nürnberg  | 30 | 9  | 21 | 2.292 | 2.486 | 18  | retrocesse in 2. Basketball-Bundesliga |
| 16. | Energy Braunschweig         | 30 | 7  | 23 | 2.226 | 2.451 | 14  | retrocesse in 2. Basketball-Bundesliga |

## Playoff
|  | Quarti di finale | Quarti di finale | Quarti di finale  |               |                   | Semifinali   | Semifinali | Semifinali |  |  | Finali | Finali       | Finali |
|  |                  |                  |                   |               |                   |              |            |            |  |  |        |              |        |
|  | 1.               | Alba Berlino     | 3                 |               |                   |              |            |            |  |  |        |              |        |
|  | 8.               | EWE Oldenburg    | 2                 |               |                   |              |            |            |  |  |        |              |        |
|  | 8.               | EWE Oldenburg    | 2                 |               | 1.                | Alba Berlino | 3          |            |  |  |        |              |        |
|  |                  |                  |                   |               | 1.                | Alba Berlino | 3          |            |  |  |        |              |        |
|  |                  | 4.               | Eisb. Bremerhaven | 1             |                   |              |            |            |  |  |        |              |        |
|  | 4.               | 4.               | Eisb. Bremerhaven | 1             | Eisb. Bremerhaven | 3            |            |            |  |  |        |              |        |
|  | 4.               |                  |                   |               | Eisb. Bremerhaven | 3            |            |            |  |  |        |              |        |
|  | 5.               | Artland Dragons  | 2                 |               |                   |              |            |            |  |  |        |              |        |
|  |                  |                  |                   |               |                   |              |            |            |  |  | 1.     | Alba Berlino | 1      |
|  |                  |                  | 3.                | Cologne 99ers | 3                 |              |            |            |  |  |        |              |        |
|  | 2.               | Bamberga         | 3                 |               |                   |              |            |            |  |  |        |              |        |
|  | 7.               | Telekom Bonn     | 1                 |               |                   |              |            |            |  |  |        |              |        |
|  | 7.               | Telekom Bonn     | 1                 |               | 2.                | Bamberga     | 2          |            |  |  |        |              |        |
|  |                  |                  |                   |               | 2.                | Bamberga     | 2          |            |  |  |        |              |        |
|  |                  | 3.               | Cologne 99ers     | 3             |                   |              |            |            |  |  |        |              |        |
|  | 3.               | 3.               | Cologne 99ers     | 3             | Cologne 99ers     | 3            |            |            |  |  |        |              |        |
|  | 3.               |                  |                   |               | Cologne 99ers     | 3            |            |            |  |  |        |              |        |
|  | 6.               | BSG Ludwigsburg  | 0                 |               |                   |              |            |            |  |  |        |              |        |

| Basketball-Bundesliga 2005-2006 |
| ------------------------------- |
| Cologne 99ers 1º titolo         |

## Formazione vincitrice
| N° | Naz.                           | Ruolo | Sportivo            |  | Alt. |  |
| -- | ------------------------------ | ----- | ------------------- |  | ---- |  |
| 5  | Stati Uniti (bandiera)         | P     | Mike Jordan         |  | 183  |  |
| 8  | Serbia e Montenegro (bandiera) | AG    | Aleksandar Nađfeji  |  | 204  |  |
| 9  | Germania (bandiera)            | P     | Johannes Strasser   |  | 189  |  |
| 12 | Estonia (bandiera)             | C     | Janar Talts         |  | 206  |  |
| 13 | Polonia (bandiera)             | C     | Marcin Gortat       |  | 211  |  |
| 14 | Stati Uniti (bandiera)         | AC    | Glen McGowan        |  | 204  |  |
| 23 | Stati Uniti (bandiera)         | G     | Immanuel McElroy    |  | 193  |  |
| 24 | Serbia e Montenegro (bandiera) | A     | Nikola Vučurović    |  | 200  |  |
| 31 | Germania (bandiera)            | AG    | Guido Grünheid      |  | 208  |  |
| 32 | Serbia e Montenegro (bandiera) | A     | Mlađen Šljivančanin |  | 200  |  |
| 33 | Stati Uniti (bandiera)         | G     | Titus Ivory         |  | 193  |  |
|    | Germania (bandiera)            | GA    | Philipp Schwethelm  |  | 201  |  |
|    | Slovenia (bandiera)            | G     | Savo Milović        |  | 194  |  |
|    | Serbia e Montenegro (bandiera) | All.  | Saša Obradović      |  |      |  |

## Premi e riconoscimenti
- MVP regular season:  Jovo Stanojević, ALBA Berlin
- MVP finals:  Immanuel McElroy, Cologne 99ers
- Allenatore dell'anno:  Šarūnas Sakalauskas, Eisbären Bremerhaven
- Attaccante dell'anno:  Andrew Wisniewski, Telekom Baskets Bonn
- Difensore dell'anno:  Koko Archibong, GHP Bamberg
- Giocatore più migliorato:  Andrew Wisniewski, Telekom Baskets Bonn
- Giocatore più popolare:  Matej Mamić, ALBA Berlin
- Rookie dell'anno:  Anton Gavel, Gießen 46ers
- All-BBL First Team:
  - G  Pascal Roller, Skyliners Frankfurt
  - G  Mike Penberthy, ALBA Berlin
  - F  Chuck Eidson, Gießen 46ers
  - F  Aleksandar Nađfeji, Cologne 99ers
  - C  Jovo Stanojević, ALBA Berlin
- All-BBL Second Team:
  - G  Justin Love, EnBW Ludwigsburg
  - G  Brian Brown, TBB Trier
  - F  Nate Fox, Bayer Giants Leverkusen
  - F  Koko Archibong, GHP Bamberg
  - C  Ermin Jazvin, EnBW Ludwigsburg